# Sainte-Marguerite (Ollômont)

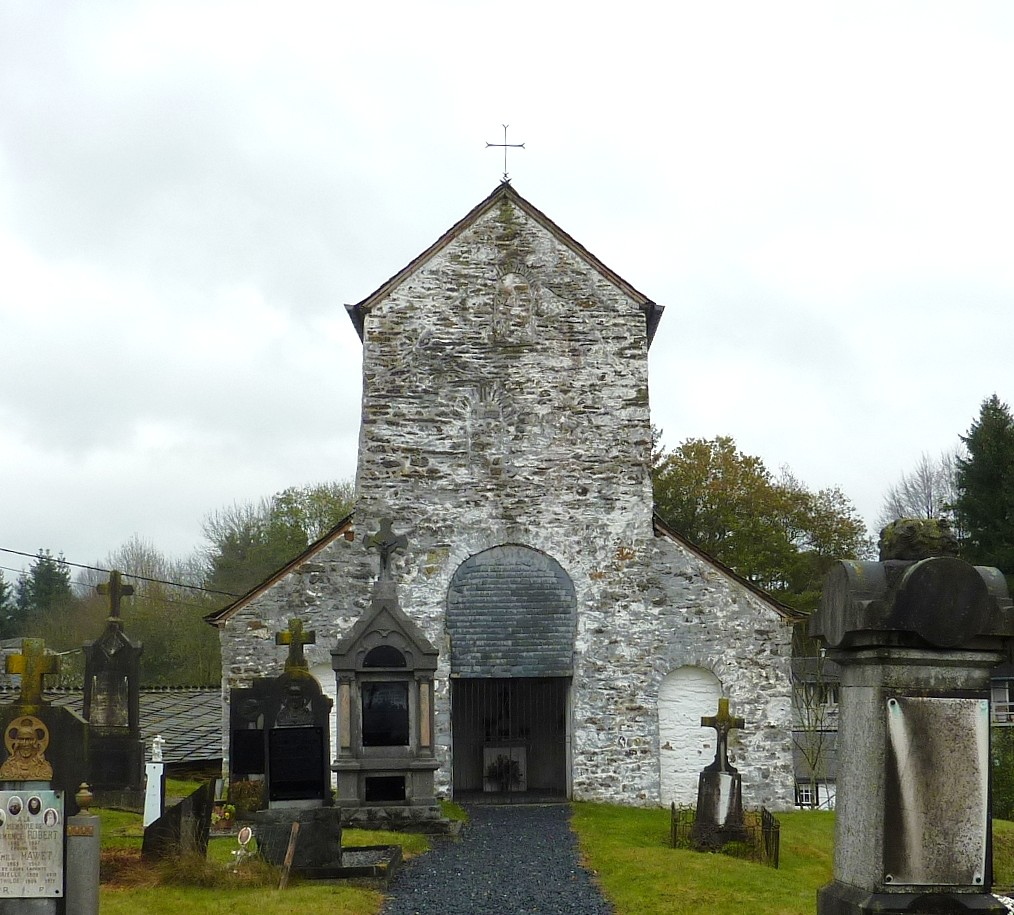
Ansicht von Westen

Sainte-Marguerite  ist eine römisch-katholische Kapelle in Ollômont, einem Ortsteil von Houffalize in der belgischen Provinz Luxemburg. Sie stellt den erhaltenen Rest einer romanischen Chorturmkirche dar.

## Geschichte
Im 12. Jahrhundert wurde Sainte-Marguerite als romanische Pfarrkirche errichtet. Sie gehörte zur Abtei Saint-Hubert. Neben Ollômont umfasste die Parochie auch noch die Ortschaften Nadrin und Filly. Obwohl die romanische Kirche ein bescheidener Saalbau war, besaß sie einen außergewöhnlichen Chorteil mit einer Dreisapseiden-Anlage mit Chorturm. Dieser Ostabschluss hat sich als heutige Friedhofskapelle erhalten.
1739 bis 1746 wurde das romanische Langhaus durch einen größeren Saalbau ersetzt. Dieser wiederum wurde 1872/73 nach Westen verlängert. 1907 befand sich die Kirche in so einem baufälligen Zustand, dass man sich zu ihrer Niederlegung bis auf die Choranlage entschloss. Die Pfarrei wurde nach Nadrin verlegt und dort eine neue Kirche unter Verwendung von Material des alten Langhauses errichtet. Der Chorturm von Sainte-Marguerite wurde verkürzt. 1961 erfolgte eine Renovierung der Kapelle

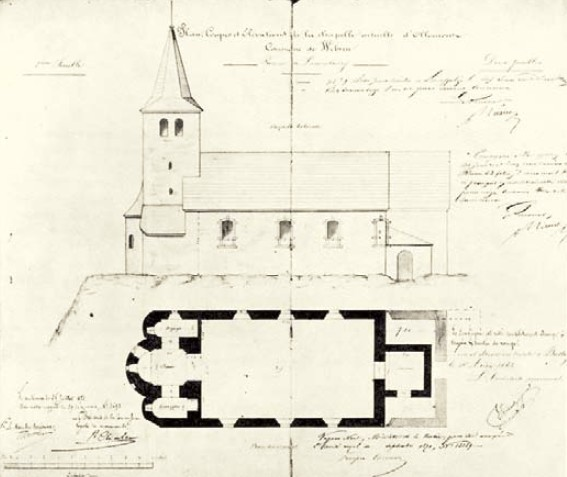
Grundriss der alten Kirche 1862, der die Dreiapsiden-Anlage zeigt
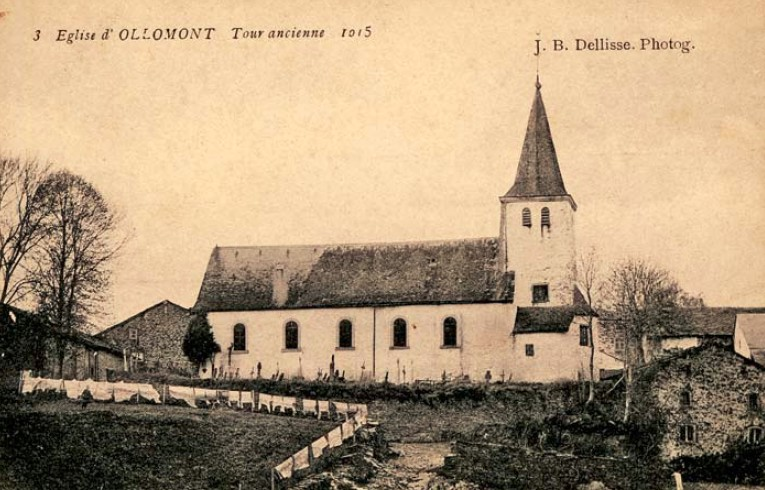
Ansicht 1904
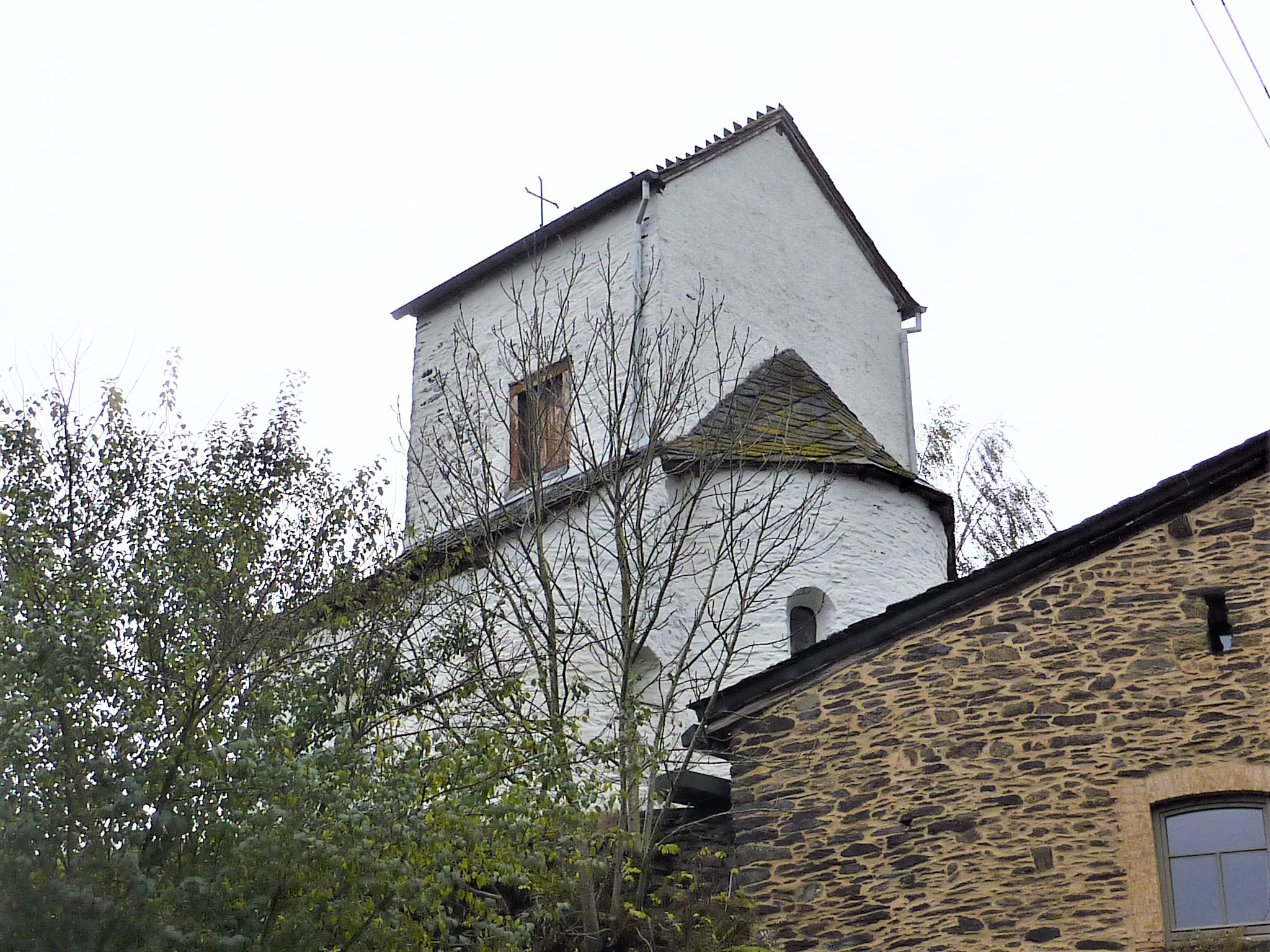
Ansicht von Südosten zur Apsis des Chorturms